# デヤン・メレグ
デヤン・メレグ（セルビア語: Дејан Мелег, ラテン文字転写: Dejan Meleg、1994年10月1日 - ）は、セルビアとボスニア・ヘルツェゴビナのサッカー選手。ポジションはミッドフィールダー。

## クラブ経歴
2012年9月29日、FKヴォイヴォディナ・ノヴィ・サドで17歳の時にプロ初出場。
その後アヤックス・アムステルダムへの移籍が決まりかけていたが、2012年12月19日にヴォイヴォディナの会長ラトコ・ブトロヴィッチとスイスの代理人との間に溝があったため加入出来なかった。しかし2013年1月16日にオランダメディアはメレグの移籍で合意し、2016年までの契約でアヤックスに加入したと報じた。同月23日にヴォイヴォディナも公式でアヤックスへの移籍を発表した。6月29日に行われたプレシーズンマッチで初出場初得点。2013-14シーズンはエールステ・ディヴィジに昇格してきたヨング・アヤックスに籍を置き、8月16日に初出場。9月3日に2得点を獲得し、プロ初得点と2得点目を一気に記録した。
2014年7月10日にSCカンブールへの1シーズンの期限付き移籍が発表された。8月9日にエールディヴィジ初出場。9月24日にはKNVBカップでも初出場を記録。しかし2015年3月6日にレンタル移籍は打ち切られた。
2015年12月21日に契約満了まで半年の時点で、お互いの合意の下契約を解除。
2016年1月2日に古巣のヴォイヴォディナに2018年6月までの契約で復帰。
2017年6月28日にカイセリスポルに移籍。しかしスュペル・リグでの出場は無かった。
2018年6月12日に3年契約でレッドスター・ベオグラードに移籍したが、レヴァディアコスFCとFKラドニチュキ・ニシュにレンタル移籍した。
2020年10月、FKボラツ・バニャ・ルカに加入した。
2022年9月、エジプトのENPPI SCに移籍した。
2024年9月、インドネシアのプルシパル・パルFCに移籍した。

## 代表経歴
世代別のセルビア代表としてUEFA U-17欧州選手権2011、UEFA U-19欧州選手権2013、UEFA U-21欧州選手権2017に出場し、U-19欧州選手権では優勝に貢献した。